# Orono (Maine)
Pour les articles homonymes, voir Orono.
Orono est une ville située dans le comté de Penobscot, dans l’État du Maine, aux États-Unis. Elle comptait 10 362 habitants lors du recensement de 2010. Elle se situe à 15 km au nord de Bangor, au confluent du fleuve Penobscot et de son affluent Stillwater River
La ville est nommée en hommage à Joseph Orono, chef indien pentagouets. 
Depuis 1865, elle accueille l'Université du Maine, établissement d'enseignement phare de l'État. À l’automne 2018, l'université avait 11 404 étudiants inscrits.